# Фридрих Ницше
Фридрих Ницше (на немски: Friedrich Nietzsche, произнесено [ˈfʁiːdʁɪç ˈniːt͡ʃə, ˈniːt͡sʃə]), роден като Фридрих Вилхелм Ницше, е класически филолог, философ и писател. Пише критически трудове на немски по въпроси като религия, морал, съвременната култура, философия и наука, използвайки отличителен стил и проявявайки вкус към метафорите, иронията и афоризмите.
Ницше оказва съществено влияние над философията, а и отвъд нея, особено над екзистенциализма и постмодернизма. Неговият стил на писане и радикалните въпроси относно стойността и обективността на истината, които той засяга, довеждат до редица дискусии и интерпретации най-вече сред континенталните философи, а в по-малка степен и сред аналитичните философи.
Основните му идеи включват тълкуванието му за трагедията като тържество на живота, вечния кръговрат (което мнозина коментатори реинтерпретират след това), преобръщането на платонизма, също и критиките му, отправени към християнството и егалитаризма (особено под формата на демокрация и социализъм).

## Биография

### Произход и младежки години (1844 – 1869)
Фридрих Вилхелм Ницше е роден на 15 октомври 1844 година в Рьокен, село близо до град Лютцен в Прусия. Кръстен е на крал Фридрих Вилхелм IV, който навършва 49 години в деня на неговото раждане, но по-късно се отказва от средното си име. Негови родители са Карл Лудвиг Ницше (1813 – 1849), лутерански пастор и бивш учител, и Франциска Йолер (1826 – 1897). Те са се оженили година преди раждането му и имат две по-малки деца – Елизабет Фьорстер-Ницше (1846 – 1935) и Лудвиг Йозеф Ницше (1848 – 1850). През 1849 година бащата умира от заболяване на мозъка, а на следващата година умира и малкият син. Семейството се премества в Наумбург, където живее заедно с майката и двете неомъжени сестри на Карл Лудвиг Ницше. След смъртта на бабата на Фридрих Ницше през 1856 година, те се преместват в собствена къща.
Фридрих Ницше учи в частно училище, където се сприятелява с Густав Круг и Вилхелм Пиндер, и двамата деца на изтъкнати семейства. През 1854 година постъпва в гимназията в Наумбург, но след като показва необичайни заложби в музиката и езиците, е приет в известното средно училище Шулпфорта край града, където учи от 1858 до 1864 година. Там той се сближава с Карл фон Герсдорф и бъдещия ориенталист Паул Дойсен и получава солидна подготовка в областта на литературата, най-вече древногръцката и римската класика, и за пръв път попада в среда, различна от семейния живот в малък протестантски град. През този период той започва да съчинява собствени стихове и музикални композиции.
След като завършва Шулпфорта през 1864 година, Ницше отива да учи теология и класическа филология в Бонския университет. Там заедно с Дойсен става член на студентското братство „Франкония“. След първия семестър, предизвиквайки недоволството на майка си, Ницше прекратява обучението си по теология и се отказва от религията. Възможно е това да става в резултат на прочетената по това време книга „Животът на Исус“ от Давид Щраус, която оказва силно въздействие върху младия Ницше, макар че още в есето си „Съдба и история“, писано през 1862 година, Ницше вече твърди, че историческите изследвания са дискредитирали основните учения на християнството. През следващите години Ницше се съсредоточава върху филологията под ръководството на Фридрих Вилхелм Ричъл, заедно с когото се премества в Лайпцигския университет през 1865 година. Там той се сближава със своя състудент Ервин Роде и публикува първите си филологически изследвания.
През 1865 година Фридрих Ницше се запознава в дълбочина с работите на Артур Шопенхауер, а през следващата година прочита „История на материализма“ на Фридрих Алберт Ланге. И двамата, най-вече Шопенхауер, оказват значително влияние върху развитието на философските му възгледи. Обкръжението му в Лайпциг също го подтиква към излизане извън рамките на филологията и по-задълбочени занимания с философия. Въпреки това Ницше никога не успява да защити дисертация по философия.
През 1867 година Ницше се записва за едногодишна доброволна служба в пруско артилерийско подразделение, разположено в Наумбург, но тежък инцидент при езда през март 1868 година го прави негоден за военна служба. След напускането на армията, той се връща към университетското си образование и го завършва през същата година. По това време за пръв път се среща с композитора Рихард Вагнер.

### Преподавател в Базел (1869 – 1879)
Отчасти заради подкрепата на Ричъл, Ницше получава предложение да стане професор по класическа филология в Базелския университет. Той е само на 24 години и нито е завършил доктората си, нито е получил учителски сертификат. Въпреки факта, че предложението идва по време, в което той обмисля да се откаже от филологията заради науката, той приема. До днешни дни, Ницше е все още сред най-младите класически професори. Преди да се премести в Базел, Ницше се отказва от прусашкото си гражданство и до края на живота си остава апатрид.
Въпреки това Ницше служи в Пруската армия по време на Френско-пруската война през 1870 г. и 1871 г. като медицински санитар. По време на краткия си престой в армията, той преживява много и става свидетел на травматичните ефекти на битката. Той се разболява от дифтерия и дизентерия. Валтер Кауфман смята, че може да е хванал сифилис, заедно с другите си инфекции по това време, и някои биографи спекулират, че сифилисът причинява деменцията му, въпреки че има противоречия по този въпрос. При връщането си в Базел през 1870 г. Ницше наблюдава основаването на Германската империя и ерата на Ото фон Бисмарк като чужденец и с известна степен скептицизъм. В университета той изнася встъпителната си реч „Омир и класическата филология“. Ницше се среща с Франц Овербак, професор по теология, който остава негов приятел през целия му живот; Африкан Шпир, неизвестен руски философ и автор на „Мисъл и реалност“; и неговия колега – историка Якоб Буркхарт, на чийто лекции Нишце често присъства; те започват да упражняват значително влияние върху Ницше по това време.
Ницше вече се е срещнал с Рихард Вагнер в Лайпциг през 1868 г. и с неговата жена Козима. Възхищава се и на двамата, и по време на престоя си в Базел, често посещава къщата на Вагнер. Семейство Вагнер допуска Ницше до най-интимния им кръг и се радват на вниманието, което той отдава на началото на Байротския фестивален театър. През 1870 г. той дава на Козима Вагнер черновата на „Генезисът на трагичната идея“ като подарък за рождения и ден. През 1872 г. Ницше публикува първата си книга „Раждането на трагедията“. Въпреки това, неговите колеги в областта на класическата филология не изразяват ентусиазъм относно работата му, в която Ницше се отдалечава от класическия филологически метод за сметка на по-спекулативен подход. В полемиката „Филология на бъдещето“ Улрих фон Виламовиц-Меллендорф критикува книгата и увеличава нейната лоша слава. Роде (по това време професор в Киел) и Вагнер се застъпват за Ницше. Ницше открито коментира изолацията, която чувства от филологическата общност и се опитва да се добере до позиция във философията в Базел, но това е неуспешно.
През 1873 г. Ницше започва да обработва записки, които ще бъдат публикувани посмъртно като „Философия в трагичната епоха на гърците“. Книгата е практически завършена и преписана на чисто, но той я изоставя за да се посвети на по-злободневна тематика. Между 1873 г. и 1876 г. Ницше публикува четири дълги есета: „Давид Щраус – изповедникът и писателят“, „За ползата и вредата от историята за живота“, „Шопенхауер като възпитател“ и „Рихард Вагнер в Байройт“. Тези четири есета излизат по-късно в колекцията „Несвоевременни размишления“. Четирите есета са културна критика, поставяща под съмнение развитието на немската култура. През това време, в кръга на семейство Вагнер, Ницше се среща с Малвида фон Майсенбъг и Ханс фон Бюло, както и се сприятелява с Пол Рии, който през 1876 г. му повлиява при отхвърлянето на песимизма от предишните му работи. Ницше е дълбоко разочарован от Байройтския фестивал през 1876 г., където баналността на представленията и низостта на публиката го отблъскват. Той също е отчужден от отстояването на Вагнер на „немската култура“, което Ницше смята за противоречие по това време. Това води до последвалото решение на Ницше да се дистанцира от Вагнер.
С публикацията си през 1878 г. на „Човешко, твърде човешко“ (книга с афоризми на теми вариращи от метафизиката до моралността и от религията до половете) реакцията на Ницше срещу песимистичната философия на Вагнер и Шопенхауер става очевидна, както и влиянието на „Мисъл и реалност“ на Африкан Спир. Приятелството на Ницше с Дойсен и Роде също се охлажда. През 1879 г., след значително влошаване на здравословното му състояние, Ницше напуска поста си в Базел. (От детството му го тормозят различни болести, включително моменти на късогледство, които го оставят почти сляп, мигрени и нарушено храносмилане. Злополуката при езда през 1868 г. и болестите през 1870 г. вероятно усложняват тези упорити заболявания, които продължават да му влияят през годините му в Базел, карайки го да си взима все по-големи почивки, докато редовната работа става непрактична.)

### Независим философ (1879 – 1888)
Понеже болестта му го кара да намери по-благоприятен климат за здравето си, Ницше пътува често и живее до 1889 г. като независим автор в различни градове. Той прекарва много лета в Силс Мария, близо до Санкт Мориц в Швейцария и много зими в италианските градове Генуа, Рапало, Торино и френския град Ница. През 1881 г., когато Франция окупира Тунис, той планира пътуване до Тунис за да види Европа отвън, но по късно се отказва от тази идея (вероятно по здравословни причини). Докато е в Генуа, влошаващото се зрение на Ницше го кара да проучи използването на пишещи машини като начин да продължи да пише.
Ницше от време на време се връща в Наумбург за да види семейството си. През това време той има повтарящи се периоди на конфликт и помирение със сестра си. Той живее от пенсията си в Базел, но също така получава помощ от приятели.
Петър Гаст, негов предишен ученик, става частен секретар на Ницше. През 1876 г. Гаст преписва неразбрания, почти нечетим почерк на Ницше за първи път с Вагнер в Байройт. Той ще преписва и проверява всички работи на Ницше оттук насетне. В поне един случай, на 23 февруари 1880, обикновено разореният Гаст получава 200 марки от общия им приятел Пол Рии. Гаст е един от малкото приятели, които Ницше оставя да го критикуват. Докато реагира ентусиазирано на „Тъй рече Заратустра“, Гаст отбелязва, че така наречените „излишни“ хора всъщност са нужни. Той изброява броя на хората, на които се налага да разчита Епикур, дори що се отнася до неговата проста диета от козе сирене.
До края на живота му, Гаст и Овербак остават добри приятели. Малвида фон Майсенбъг остава като майчински покровител дори и извън кръга на Вагнер. Скоро Ницше осъществява контакт с музикалния критик Карл Фукс. Ницше започва най-продуктивния си период. Започвайки с „Човешко, твърде човешко“ през 1878 г. Ницше публикува по една работа (или голяма част от книга) всяка година до 1888 г., освен през последната година, през която пише, когато завършва пет.
През 1882 г. Ницше публикува първата част от „Веселата наука“. През тази година той се среща с Лу Андреас-Саломе, чрез Малвида фон Майсенбъг и Пол Рии. Ницше и Саломе прекарват лятото заедно в Таутенберг, Тюрингия, често със сестрата на Ницше като придружител. Ницше обаче гледа на Саломе не като равнопоставен съдружник, а като на надарен ученик. Саломе разказва, че Ницше ѝ предлага брак и тя отказва, но истинността на тези твърдения са поставени под съмнение. Връзката на Ницше с Рии и Саломе приключва зимата на 1882/83 г., отчасти заради интригите, създавани от сестрата на Ницше, Елизабет. Сред новите пристъпи на заболяванията, живеейки в пълна изолация, след влошаване на отношенията с майка му и сестра му относно Саломе, Ницше бяга в Рапало. Там той написва първата част на „Тъй рече Заратустра“ за десет дни.
До 1882 г. Ницше вече взима големи дози опиум, но все още има проблеми със съня. През 1883 г. по време на престоя си в Ница, той сам си предписва Хлоралхидрат, подписвайки ги като „д-р Ницше“.
След като скъсва философските си връзки с Шопенхауер и социалните връзки с Вагнер, Ницше остава с малко приятели. Сега, с новия стил на „Заратустра“, работата му става все по отчуждаваща и пазарът я получава само до степен, която се изисква от учтивост. Ницше разбира това и запазва самотата си, въпреки че често се оплаква от това. Книгите му в голяма степен остават непродадени. През 1885 г. той отпечатва само 40 копия на четвъртата част на „Заратустра“ и раздава само част от тях на своите близки приятели, включително и на Хелен фон Друсковиц.
През 1883 г. той се опитва да получи лекторски пост в Лайпцигският университет, но не успява. Дава му се да се разбере, че във връзка с неговото отношение към християнството и понятието Бог, описано в „Заратустра“, той вече не може да бъде нает на работа в който и да е немски университет. Последвалите „чувства на отмъщение и възмущение“ го огорчават. „И оттам моят гняв, откакто разбрах в най-широкия възможен смисъл какви ужасни средства (омаловажаването на доброто ми име, характера ми и целите ми) са нужни, за да ми отнемат доверието на, и оттам шанса да намеря, ученици.“
През 1886 г. Ницше скъсва с редактора си Ернст Шмейцнер, отвратен от неговите антисемитски възгледи. Ницше вижда собствените си творби, като „напълно погребани и неоткопаеми в тази антисемитска дупка“ – свързвайки редактора с движение, което трябва да бъде „напълно отхвърлено със студено презрение от всеки разумен ум“. Той публикува „Отвъд доброто и злото“ на собствени разноски и през 1886 – 1887 г. издава втори издания на по-старите си творби („Раждането на трагедията“, „Човешко, твърде човешко“, „Зазоряване“ и „Веселата наука“) с нови предговори, в които преразглежда предишните си творби. Оттам нататък той вижда работата си като завършена и се надява в скоро време да се появят читатели. В действителност интересът към мислите на Ницше се увеличава, но доста слабо и по-начин, който трудно се възприема от него. През тези години Ницше се среща с Мета фон Салис, Карл Спителер и Готфрид Келер. През 1886 г. сестра му Елизабет се жени за антисемита Готфрид Келер и отпътува до Парагвай, за да основат Нова Германия – германска колония – план, на който Ницше отвръща с подигравателен смях. Чрез кореспонденция, връзката на конфликт и примирение между Ницше и сестра му продължава, но те ще се срещнат пак чак след неговия колапс. Той продължава да има чести и болезнени атаки на болестта, които правят продължителната му работа невъзможна. През 1887 г. Ницше написва полемиката „Генеалогия на морала“.
През същата година Ницше среща работите на Фьодор Достоевски, с когото той усеща родство. Освен това той обменя писма с Иполит Тен и Георг Брандес. Брандес, който започва да преподава философията на Сьорен Киркегор през 1870-те, пише на Ницше да прочете работите на Киркегор, на което Ницше отговаря, че ще дойде в Копенхаген, за да ги чете с него. Преди да успее да направи това, болестта му се влошава твърде много. В началото на 1888 г., в Копенхаген, Брандес изнася първата си лекция върху философията на Ницше.
Въпреки че през 1886 г. Ницше обявява (в края на „Генеалогия на морала“) нова творба със заглавието „Воля за власт: Опит за преоценка на всички ценности“, той се отказва от нея и вместо това използва част от черновата в „Антихрист“ и „Залезът на кумирите“ (и двете написани през 1888 г.).
Здравето му видимо се подобрява и той прекарва лятото в добро настроение. През есента на 1888 г. неговите писмени творби и писма разкриват по-високата му оценка за собствения му статут и „съдба“. Той надценява увеличеният отговор към творбите му, особено на полемиката „Случаят Вагнер“. На 44-тия си рожден ден, след като привършва „Антихрист“ и „Залезът на кумирите“, той решава да напише автобиографията си „Ecce Homo“. В предговора на книгата – което показва, че Ницше е добре запознат с интерпретаторските трудности, които неговата творба ще създаде – казва „Чуйте ме! Защото това съм аз! Преди всичко не ме вземайте за друг!“. През декември, Ницше започва кореспонденция с Аугуст Стриндберг и смята, че в близост до международен пробив, ще се опита да откупи старите си творби от издателя и ще ги преведе на други европейски езици. Още повече, той планира издаването на компилацията „Ницше срещу Вагнер“ и поемите, които изграждат колекцията „Дионисови дитирамби“.

### Психически срив и последни години (1889 – 1900)
На 3 януари 1889 г. Ницше преживява психически срив. Двама полицаи го приближават, след като нарушава обществения ред по улиците на Торино. Какво се е случило остава неизвестно, но често разказвана история твърди, че Ницше вижда удрянето с камшик на кон, притичва до него, прегръща врата му, за да го защити и се срива на земята.
През следващите няколко дни Ницше изпраща кратки писма до няколко стари приятели (включително Козима Вагнер и Якоб Буркхарт). На бившия си колега Буркхарт Ницше пише: „Накарах Каяфа да бъде поставен в окови. През последната година бях разпънат на кръст от германските лекари. Вилхелм, Бисмарк и всички антисемити бяха премахнати“. Освен това той нарежда германския император да отиде до Рим, за да бъде застрелян и призовава европейските сили да предприемат военни мерки срещу Германия.
На 6 януари 1889 г. Буркхарт показва писмото, изпратено от Ницше, на Овербек. На следващия ден Овербек получава подобно писмо и решава, че приятелите на Ницше трябва да го върнат в Базел. Овербек отпътува за Торино и завежда Ницше в психиатрична клиника в Базел. По това време Ницше е изцяло в плен на сериозно психическо заболяване и майка му Франциска решава да го премести в клиника в Йена под ръководството на Ото Бинсвангер. От ноември 1889 г. до февруари 1890 г. изкуствоведът Юлиус Ланг Бен се опитва да излекува Ницше, твърдейки, че методите на докторите са неуспешни. През март 1890 г. Франциска премества Ницше от клиниката в дома си в Наумбург. През това време Овербек и Гаст обмислят какво да правят с непубликуваните произведения на Ницше. През януари 1889 г. те продължават с планираното издаване на „Залезът на кумирите“, която по това време вече е принтирана и подвързана. През февруари те поръчват тираж от петдесет екземпляра на тайно издание на „Ницше срещу Вагнер“, но издателят тайно отпечатва сто екземпляра. Овербак и Гаст решават да се откажат от публикуването на „Антихристът“ и „Ecce Homo“ заради радикалното им съдържание. Приемането и признаването на Ницше се радва на първия си успех.
През 1893 г. сестрата на Ницше Елизабет се връща от Нова Германия (в Парагвай) след самоубийството на съпруга си. Тя прочита и изучава трудовете на Ницше и постепенно поема контрол над тях и тяхното издаване. След смъртта на Франциска през 1897 г. Ницше живее във Ваймар, където Елизабет се грижи за него и позволява на хора, включително и Рудолф Щайнер (който през 1895 г. пише една от първите книги, които възхваляват Ницше), да видят необщителния ѝ брат. Елизабет дори наема Щайнер – по време, когато все още е ревностен противник на мистицизма – като учител с цел да ѝ помогне да разбере философията на брат си. Щайнер се отказва след няколко месеца, заявявайки, че е невъзможно да я научи на нещо по философия.
Заболяването на Ницше първоначално е диагностицирано като третичен сифилис в съответствие с преобладаваща медицинска парадигма по това време. Диагнозата сифилис е оспорвана и биполярно разстройство с периодична психоза, последвано от съдова деменция, е предложено от Цубулска преди изследванията на Щайн и Сакс. Орт и Тримбъл смятат, че е деменция на челната мозъчна кора, докато други изследователи предлагат синдрома наречен CADASIL.
През 1898 – 1899 г. Ницше претърпява поне два мозъчни удара, които го парализират и го оставят в състояние, в което не може да говори и ходи. След като се разболява от пневмония в средата на август 1900 г., той получава нов удар през нощта на 24/25 август и умира по обяд на 25 август. Погребан е до баща си в църквата в Рокен. Приятелят му Гаст дава прощална реч, казвайки „Нека да е свято името ти за всички следващи поколения“. Ницше пише в „Ecce Homo“ (по това време все още непубликуван) за страха си, че някой ден името му ще се смята за свято.
Елизабет събира „Воля за власт“ от непубликуваните тетрадки на Ницше и я издава след смъртта му. Тъй като сестра му подрежда книгата според ранен план на Ницше, единодушно се смята, че книгата не отговаря на замисъла на Ницше.

## Философия
Някои теми, на които учениците на Ницше са посветили най-много внимание, включват възгледите на Ницше за морала, неговото схващане, че „Бог е мъртъв“, представите му за волята за власт и свръхчовека и предложението му за вечното завръщане.
Трудовете на Ницше остават спорни поради интерпретации и погрешни тълкувания на работата му. Често срещано грешно интерпретиране на Ницше включва схващането, че той отхвърля религиозната духовност в нейната цялост, че той е бил антисемит или това, че той е изцяло против християнските вярвания. Концепцията на Ницше, че „Бог е мъртъв“, се отнася до юдейско-християнската вяра, и не до всички други вероизповедания. Той твърди, че будизмът е една успешна религия, на която той дава комплименти за насърчаването на критичната мисъл. Въпреки че Ницше атакува принципите на юдаизма, той не е антисемит. В работата си „Генеалогия на морала“ Ницше остро осъжда антисемитизма и посочва, че неговата атака на юдаизма не е атака срещу евреите като народ, но специално атака на древното еврейско духовенство, за което той твърди, че парадоксално е това, с което антисемитските християни основават становищата си. Той не атакува учението и примерите на Иисус, но заявява, че християнската вяра, която се практикува, не е правилното представяне на учението на Исус, защото тя принуждава хората да вярват в учението на Иисус, но не и да правят това, което Иисус е правил, особено отказа Му да съди хората, което Ницше твърди, че християните съзнателно правят наопаки. Той съди институционализираното християнство поради подчертаването на морала на състраданието, което според него предполага вродено заболяване на обществото.

### Етика
В „Зазоряване“ Ницше започва „Кампания срещу морала“ Той нарича себе си „безнравствен“ и остро критикува видните морални схеми на своето време – християнството, кантианството и утилитаризма. В Ecce Homo Ницше нарича създаването на морални системи, основани на дихотомията на доброто и злото, „пагубната грешка“ и пожелава да започне преоценка на ценностите на юдейско-християнския свят. Той показва желанието си да доведе до нов, по-натуралистичен източник на ценности в жизненоважни импулси на самия живот.
В „Отвъд доброто и злото. Прелюдия към една философия на бъдещето“ и „Генеалогия на морала“ генеалогичните планове на Ницше за развитието на морала господар-роб заема централно място. Ницше представя господарския морал като оригиналната система на морал, може би най-много свързвана с Омирова Гърция. Тук ценностите възникват като различие между доброто и лошото или между „жизнеутвърждаващите“ и „отричащите живота“ качества – богатство, сила, здраве и сила. Чертите, характерни за Омировите герои, се смятат като добро, а лошото е свързано с бедните, слабите, болните и жалките – тези черти, които традиционно са свързани с робите в древни времена.
Робският морал, от друга страна, идва като реакция на господарския морал. Ницше асоциира робския морал с еврейски и християнски традиции. Тук ценностите произтичат от контраста между доброто и злото – добро се асоциира с нематериалност, благотворителност, благочестие, сдържаност, кротост и покорност; зло се разглежда като светско, жестоко, егоистично, богато, и агресивно. Според Ницше робският морал е създаден от негодуванието на робите. Моралът работи за преодоляване на робското чувство на малоценност при по-богатите господари. Това се постига чрез превръщането на слабостта на роба като въпрос на избор, например, тя се преименува като „кротост“.
Ницше вижда робския морал като източник на нихилизма, който обзел Европа. Ницше призовава изключителните хора вече да не се срамуват от своята уникалност в лицето на предполагаемия морал за всички, които Ницше намира за вреден за разцвета на изключителните хора. Ницше обаче предупреждава, че моралът сам по себе си не е лош, той е добър за масите и трябва да бъде оставен за тях. Изключителните хора от друга страна трябва да следват собствения си „вътрешен закон“. Любимото мото на Ницше, взети от Пиндар, гласи: „Стани това, което си.“

### Бог е мъртъв, нихилизъм, перспективизъм
Твърдението на Ницше, че „Бог е мъртъв“ се среща в някои от произведенията му (по-специално във Веселата наука) и се е превърнало в един от най-известните му коментари. На базата на това повечето коментатори смятат Ницше за атеист, а други (като Кауфман) предполагат, че това твърдение отразява по-сложно разбиране на божествеността. Според Ницше последните развития в съвременната наука и нарастващата секуларизация на европейското общество са експедитивно „убили“ Авраамовия Бог.
Ницше твърди, че смъртта на Бог рано или късно ще доведе до загуба на всяка универсална перспектива на нещата и заедно с това всяко логично чувство на обективната истина. Вместо това ние бихме запазили само нашите собствени многобройни, разнообразни и променливи перспективи. Този възглед е придобил името „перспективизъм“.
От друга страна, смъртта на Бог може да доведе отвъд голия перспективизъм до категоричния нихилизъм – вярата, че нищо няма вродено значение и че животът няма цел. Единственият изход на човека без Бог е самоубийството.

### Воля за власт
Основен елемент във философските перспективи на Ницше е „воля за власт“, която осигурява основата за разбирането на човешкото поведение. С други думи волята за власт е по-важен елемент от подтика към приспособяване или оцеляване. Според Ницше само в ограничен брой ситуации тласъкът за опазване прецедентно надделява над волята за власт. Естественото състояние на живот според него е изобилието. Концепцията на Ницше в по-късните си форми за волята на властта се отнася към всички живи същества, което предполага, че адаптацията и борбата за оцеляване са вторични сили в еволюцията на животните, по-маловажни от желанието за увеличаване на силата. Ницше впоследствие издига тази идея още повече и спекулира, че това важи и за неорганичната природа. Той трансформира идеята за материята като център на силата в материята като център на волята за власт. Ницше иска да се освободи от раздробената теория на материята – теория, която той разглежда като реликва на метафизиката на веществото. Едно изследване на Ницше определя неговата напълно разработена концепция за волята за власт като „елемента, от който произтича както количествената разлика на сили, така и качеството, което се прехвърля във всяка сила в тази връзка“, разкрива волята за власт на принципа на синтеза на силите.
Представата на Ницше за волята за власт може да се разглежда и като отговор на Шопенхауеровата „воля за живот.“ Писал едно поколение преди Ницше, Шопенхауер разглежда цялата вселена и всичко в нея като задвижващо се от изначалната воля за живот. Следователно това се превръща в желанието на всички същества да избегнат смъртта и да се размножават. Ницше обаче оспорва идеята на Шопенхауер и формулира теорията, че хората и животните наистина искат власт, животът сам по себе си изглежда само като второстепенна цел – нещо, необходимо за подпомагане на властта. В защита на своите идеи Ницше описва случаи, при които хора и животни по собствено желание рискуват живота си, за да спечелят власт. За пореден път Ницше изглежда заимства част от своето вдъхновение от древните Омирови текстове, които той е познавал много добре. Гръцките герои и аристократи или „господари“ не желаят обикновен живот (те често умират съвсем млади и рискуват живота си в битка), но искат власт, слава и величие.
В допълнение към психологическите възгледи на Шопенхауер Ницше контрастира неговата представа за волята за власт с редица други популярни психологически възгледи на своето време като утилитаризма. Утилитаризмът е философия, главно разпространявана по времето на Ницше и преди това от британски мислители като Джереми Бентам и Джеймс Мил. Тя твърди, че всички хора фундаментално искат да бъдат щастливи. Но тази концепция за щастието, присъща на утилитаризма, Ницше отхвърля като свързана и присъща на английския народ. Платонизмът и християнският неоплатонизъм, който твърди, че хората в крайна сметка искат да постигнат единство с доброто или с Бога, са философии, които той критикува. Във всеки случай Ницше твърди, че „волята за власт“ осигурява по-полезно и по-общо обяснение на човешкото поведение.

### Ницше и състраданието
Фридрих Ницше застава напълно против съчувствието. Той го нарича „нужда на нещастните“, защото чрез състраданието в края на краищата се показва единствено собственото превъзходство над нуждаещия се от състрадание. Според Ницше състраданието поражда желанието да си винаги по-слаб и да имаш възможност да показваш своята болка.
За немския философ състраданието е по-скоро егоистично, отколкото алтруистично чувство.

## Творчество
Ницше оставя богато писмено наследство, част от което е публикувано посмъртно под ръководството на сестра му, която, особено в началото на 30-те години, го редактира и фалшифицира в националсоциалистически дух. Тези издания до такава степен изопачават духа и идеите на Ницше, че Освалд Шпенглер, е принуден с възмущение да прекъсне сътрудничеството си с „архива на Ницше“. Между най-известните произведения на Ницше се открояват:
- „Раждането на трагедията от духа на музиката“ (1872)
- „За истината и лъжата в извънморален смисъл“ (1873)
- „Несвоевременни размишления“ (1876)
  - Давид Щраус – изповедникът и писателят (1873)
  - За ползата и вредата от историята за живота (1874)
  - „Шопенхауер като възпитател“ (1874)
  - „Рихард Вагнер в Байройт“ (1876)
- „Човешко, твърде човешко. Една книга за свободни духове“ (1878 – 1880)
- „Странникът и неговата сянка“ (1880)
- „Зазоряване“ (1881)
- „Веселата наука“ (1882),
- „Тъй рече Заратустра“ (1883 – 1885)
- „Отвъд доброто и злото. Прелюдия към една философия на бъдещето“ (1886)
- „Генеалогия на морала“ (1887)
- „Случаят Вагнер. Проблемът на един музикант“ (1888)
- Ecce Homo (1888)
- „Антихрист. Проклятие към християнството“ (1888)
- „Ницше срещу Вагнер“ (1889)
- „Залезът на кумирите“ (1889)
- „Воля за власт“ (Der Wille zur Macht), непубликувани записки на Ницше от различни периоди на философската му дейност, събрани, групирани и издадени от сестра му след неговата смърт.
- „Философия в трагичната епоха на гърците“ (1873; посмъртно издадена в 1923)

## Издания
Академично утвърденото издание на съчиненията на Ницше в оригинал е
- Werke. Kritische Gesamtausgabe (abréviation: KGW), hg. von Giorgio Colli und Mazzino Montinari. Berlin und New York 1967.
- Sämtliche Werke, Kritische Studienausgabe in 15 Bänden (съкратено: KSA), hg. von Giorgio Colli und Mazzino Montinari. München und New York 1980. ISBN 3-423-59044-0.

Преводи има на всички европейски езици; на български език те започват да се появяват още в началото на ХХ век. Като стандарт е напът да се утвърди многотомното издание, осъществено от Исак Паси:
- Ницше, Фридрих Вилхелм. Съчинения в 6 тома, София: Захарий Стоянов

Т. 1. Раждането на трагедията; Несвоевременни размишления: Давид Щраус – изповядващият се писател; За ползата и вредата от историята за живота; Шопенхауер като възпитател; Рихард Вагнер в Байройт (2001). 696 с., Прев. Харитина Костова-Добрева
Т. 2. Човешко, твърде човешко. Книга за свободните духове; Странникът и неговата сянка; Гордата самота като пристан и призвание (2006). 277 с., Прев. Ерика Лазарова
Т. 3. Зазоряване; Веселата наука (2002). 615 с., Прев. Ерика Лазарова, Харитина Костова-Добрева
Т. 4. Тъй рече Заратустра. Книга за всички и никого (2003). 308 с., Прев. Мара Белчева
Т. 5. Отвъд доброто и злото; Към генеалогията на морала (2002). 374 с., Прев. Ренета Килева-Стаменова
Т. 6. Случаят Вагнер; Залезът на кумирите; Ницше contra Вагнер; Антихрист; Ессе Homo (2004). 390 с., Прев. Харитина Костова-Добрева и др.